# Programme national d'investissement agricole (Côte d'Ivoire)
 (novembre 2024).
La mise en forme du texte ne suit pas les recommandations de Wikipédia : il faut le « wikifier ».
Les points d'amélioration suivants sont les cas les plus fréquents :
- Les titres sont pré-formatés par le logiciel. Ils ne sont ni en capitales, ni en gras.
- Le texte ne doit pas être écrit en capitales (les noms de famille non plus), ni en gras, ni en italique, ni en « petit »…
- Le gras n'est utilisé que pour surligner le titre de l'article dans l'introduction, une seule fois.
- L'italique est rarement utilisé : mots en langue étrangère, titres d'œuvres, noms de bateaux, etc.
- Les citations ne sont pas en italique mais en corps de texte normal. Elles sont entourées par des guillemets français : « et ».
- Les listes à puces sont à éviter, des paragraphes rédigés étant largement préférés. Les tableaux sont à réserver à la présentation de données structurées (résultats, etc.).
- Les appels de note de bas de page (petits chiffres en exposant, introduits par l'outil «  Source ») sont à placer entre la fin de phrase et le point final[comme ça].
- Les liens internes (vers d'autres articles de Wikipédia) sont à choisir avec parcimonie. Créez des liens vers des articles approfondissant le sujet. Les termes génériques sans rapport avec le sujet sont à éviter, ainsi que les répétitions de liens vers un même terme.
- Les liens externes sont à placer uniquement dans une section « Liens externes », à la fin de l'article. Ces liens sont à choisir avec parcimonie suivant les règles définies. Si un lien sert de source à l'article, son insertion dans le texte est à faire par les notes de bas de page.
- La présentation des références doit suivre les conventions bibliographiques. Il est recommandé d'utiliser les modèles {{Ouvrage}}, {{Chapitre}}, {{Article}}, {{Lien web}} et/ou {{Bibliographie}}. Le mode d'édition visuel peut mettre en forme automatiquement les références.
- Insérer une infobox (cadre d'informations à droite) n'est pas obligatoire pour parachever la mise en page.

Pour une aide détaillée, merci de consulter Aide:Wikification.
Si vous pensez que ces points ont été résolus, vous pouvez retirer ce bandeau et améliorer la mise en forme d'un autre article.
Le programme national d'investissement agricole est un programme lancé en 2010 a pour objectif de contribuer à la transformation des exploitations familiales agricoles de subsistance pour qu’elles deviennent des exploitations relativement modernes utilisant les facteurs de production de façon rationnelle et dont l’essentiel de la production serait destiné au marché.
Ce programme adresse de façon holistique la question de développement des chaines de valeurs vivrières par l’exploitation des potentialités agricoles des agropôles, de développement de mesures d’adaptation au changement climatique et de résilience. De plus, il met l’accent sur la problématique de la productivité des cultures vivrières, des infrastructures marchandes et de l’accès au financement, en vue de rendre les chaines de valeurs vivrières plus performantes et compétitives.

## Objectif

### Objectifs globaux
Le programme ambitionne de réduire de moitié le taux de pauvreté et de parvenir à l'objectif de "faim zéro" à l'horizon 2025, en mettant l'accent sur divers sous-secteurs tels que l'agriculture, l'élevage, la pêche et la gestion environnementale.
Le PNIA est le programme de relance de secteur agricole. Il s’articule autour de quatre objectifs stratégiques que sont : la sécurité et la souveraineté alimentaire ; la gestion durable des cultures de rente et d’exportation ; l’engagement du secteur privé par le renforcement des investissements et la gouvernance agricole en termes de réformes des filières agricoles, de restructuration des organisations professionnelles agricoles et de la mise en œuvre de la loi sur le foncier rural.

## PNIA I
Le PNIA de première génération (PNIA I) s'étend de 2010 à 2015 et a pour objectif général de mettre en place un cadre favorable à l’amélioration des performances des principales spéculations agricoles et animales, à savoir les productions vivrières, industrielles, animales et halieutiques.
La mise en œuvre du PNIA I permet la relance de l’agriculture ivoirienne et contribue à la rendre plus performante et compétitive, comme l’atteste la hausse des productions agricoles : les productions cumulées des cultures pérennes estimées à 4,631 millions de tonnes en 2012 à 7,318 millions de tonnes en 2018. Et la production vivrière, de 11 millions de tonnes en 2011 à 18 millions en 2018,,.
Le Programme National d’Investissement Agricole de première génération (PNIA I) favorise une croissance de 6% du secteur agricole ivoirien. 

## PNIA II
Le PNIA de deuxième génération (PNIA II) s'étend de 2017 à 2025 et aspire à une agriculture ivoirienne durable, compétitive, et créatrice de richesses équitablement partagées. Cette vision pose le double enjeu d’un développement coordonné du secteur agro-sylvo-pastoral et halieutique, et de l’impact positif de ce développement sur l’environnement et la société dans son ensemble. Elle s’inscrit dans la vision prospective nationale visant à asseoir l'émergence du pays sur la transformation structurelle de l'économie fondée sur son industrialisation. Conformément aux Objectifs de Développement Durable, le PNIA II vise une croissance inclusive en milieu rural,.